# BBD (метод)
BBD (англ. Best Before Day — «первым истекает рекомендуемый срок — первым выходит») — логистический метод ротации грузов, используемый наряду с методами LIFO, FIFO, FPFO и FEFO.
При использовании данного метода при ротации грузов на складе учитывается рекомендуемый срок (не путать со сроком годности). Товары с минимальным остаточным рекомендуемым сроком отгружаются в первую очередь. Использование данного метода характерно для складов, содержащих продовольственную продукцию (например, на винной этикетке, как правило, указана рекомендуемая дата использования). Использование продуктов после BBD не влечёт опасности для здоровья, указывает на дату и время, за которой свойства (вкус, запах и пр.) и питательные качества (снижение содержания витаминов, окисления липидов и т. д.) могут измениться (например, выпадения винного камня).